# Empis ciliata
Empis ciliata är en tvåvingeart som beskrevs av Fabricius 1787. Empis ciliata ingår i släktet Empis och familjen dansflugor. Inga underarter finns listade i Catalogue of Life.

## Bildgalleri

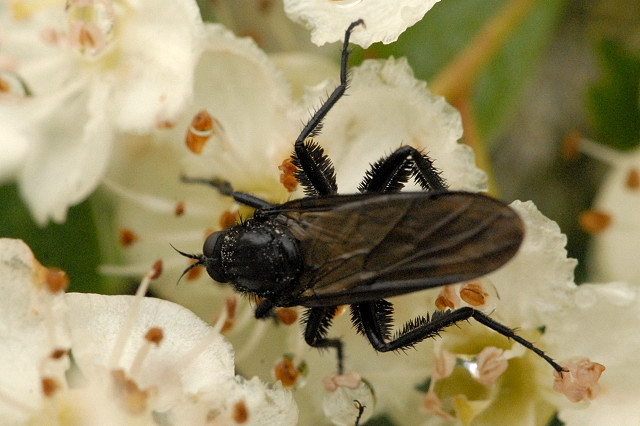
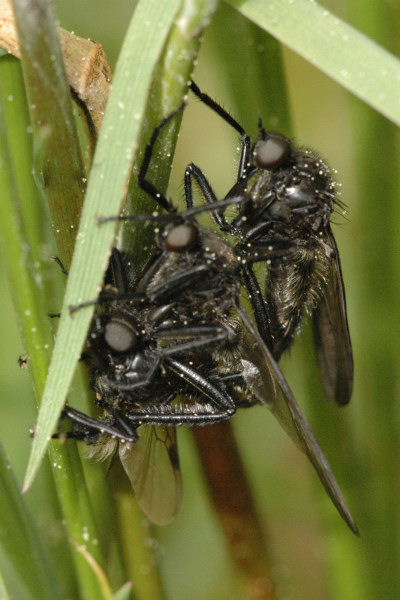
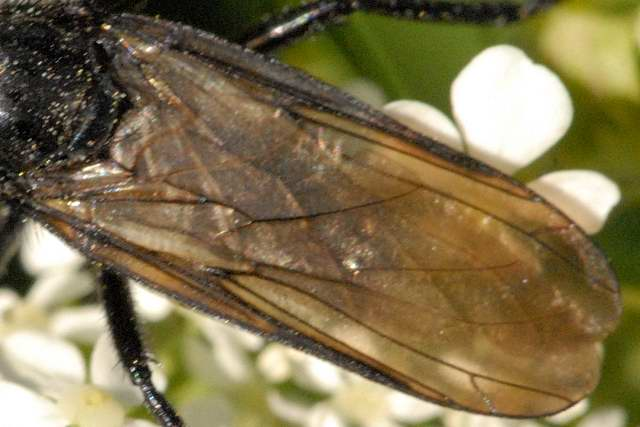